# العميل السري (فلم)
العميل السري  (بالإنجليزية: The Secret Agent) هو فيلم دراما تم إنتاجه في المملكة المتحدة وصدر في سنة 1996. الفيلم من إخراج كريستوفر هامبتون من بطولة بوب هوسكينز وباتريشيا أركيت وجيرارد ديبارديو وجيم برودبنت وكريستيان بيل.

## الممثلون والشخصيات
- بوب هوسكينز
- باتريشيا أركيت
- جيرارد ديبارديو
- جيم برودبنت
- كريستيان بيل
- إدي آيزارد
- روبن ويليامز

## وصلات خارجية
- مقالات تستعمل روابط فنية بلا صلة مع ويكي بيانات